# Botrychium tunux
Botrychium tunux är en låsbräkenväxtart som beskrevs av Stensvold och Farrar. Botrychium tunux ingår i släktet låsbräknar, och familjen låsbräkenväxter. Inga underarter finns listade i Catalogue of Life.